# Barney McGill
Barney McGill est un directeur de la photographie américain, né le 30 avril 1890 à Salt Lake City (Utah) et décédé le 11 janvier 1942 à Los Angeles (Californie).

## Filmographie
- 1919 : Breezy Jim de Lorimer Johnston
- 1919 : Devil McCare de Lorimer Johnston
- 1921 : My Lady Friends de Lloyd Ingraham
- 1922 : The Man From Glengarry d'Henry MacRae
- 1923 : Glengarry School Days d'Henry MacRae
- 1924 : Family Life de Robert P. Kerr
- 1924 : Out Bound d'Harry Edwards
- 1924 : A Self-Made Failure (en) de William Beaudine
- 1924 : Fast and Furious de Norman Taurog
- 1925 : Keep Smiling d'Albert Austin et Gilbert Pratt
- 1926 : A Trip to Chinatown de Robert P. Kerr
- 1926 : Au service de la gloire (What Price Glory) de Raoul Walsh
- 1927 : Casey at the Bat de Monte Brice
- 1927 : The Rejuvenation of Aunt Mary d'Erle C. Kenton
- 1927 : Jaws of Steel de Ray Enright
- 1927 : The College Widow d'Archie Mayo
- 1927 : Good Time Charley de Michael Curtiz
- 1927 : Husbands for Rent d'Henry Lehrman
- 1928 : Across the Atlantic d'Howard Bretherton
- 1928 : The House of Scandal de King Baggot
- 1928 : The Crimson City d'Archie Mayo
- 1928 : State Street Sadie d'Archie Mayo
- 1928 : The Terror de Roy Del Ruth
- 1928 : L'Arche de Noé (Noah's Ark) de Michael Curtiz
- 1928 : The Home Towners de Bryan Foy
- 1928 : Conquest de Roy Del Ruth
- 1929 : Stark Mad de Lloyd Bacon
- 1929 : Le Chant du désert (The Desert Song) de Roy Del Ruth
- 1929 : The Hottentot de Roy Del Ruth
- 1929 : Gold Diggers of Broadway de Roy Del Ruth
- 1929 : L'Homme aux deux visages (Skin Deep) de Ray Enright
- 1929 : Evidence de John G. Adolfi
- 1929 : The Show of Shows de John G. Adolfi
- 1929 : The Aviator de Roy Del Ruth
- 1930 : Mammy de Michael Curtiz
- 1930 : The Second Floor Mystery de Roy Del Ruth
- 1930 : Three Faces West de Roy Del Ruth
- 1930 : Au seuil de l'enfer (The Doorway to Hell) d'Archie Mayo :
- 1930 : A Soldier's Plaything de Michael Curtiz
- 1931 : Other Men's Women de William A. Wellman
- 1931 : Mon passé (My Past) de Roy Del Ruth
- 1931 : Svengali d'Archie Mayo
- 1931 : L'Ange blanc (Night Nurse) de William A. Wellman
- 1931 : The Cisco Kid d'Irving Cummings
- 1931 : The Mad Genius de Michael Curtiz
- 1931 : Under 18 d'Archie Mayo
- 1932 : Alias the Doctor de Michael Curtiz
- 1932 : Beauty and the Boss de Roy Del Ruth
- 1932 : The Mouthpiece (en) de James Flood et Elliott Nugent
- 1932 : Week-End Marriage de Thornton Freeland
- 1932 : Miss Pinkerton de Lloyd Bacon
- 1932 : Ombres vers le sud (The Cabin in the Cotton) de Michael Curtiz
- 1932 : Vingt mille ans sous les verrous (20.000 Years in Sing Sing) de Michael Curtiz
- 1933 : Entrée des employés (Employees' Entrance) de Roy Del Ruth
- 1933 : L'affaire se complique (Hard to Handle) de Mervyn LeRoy
- 1933 : La Porte des rêves (The Keyhole) de Michael Curtiz
- 1933 : The Mayor of Hell d'Archie Mayo
- 1933 : Capturé (Captured!) de Roy Del Ruth
- 1933 : Bureau des personnes disparues (Bureau of Missing Persons) de Roy Del Ruth
- 1933 : Les Faubourgs de New York (The Bowery) de Raoul Walsh
- 1933 : Broadway Through a Keyhole de Lowell Sherman
- 1934 : I Believed in You d'Irving Cummings
- 1934 : The Last Gentleman de Sidney Lanfield
- 1934 : Murder in Trinidad de Louis King
- 1934 : Born to Be Bad de Lowell Sherman
- 1934 : The President Vanishes de William A. Wellman
- 1935 : Brewster's Millions (en) de Thornton Freeland
- 1935 : Redheads on Parade de Norman Z. McLeod
- 1935 : Charlie Chan à Shanghaï (Charlie Chan in Shanghai) de James Tinling
- 1935 : Folies-Bergère de Marcel Achard et Roy Del Ruth (version française de Folies Bergère de Paris de Roy Del Ruth, 1935)
- 1936 : My Marriage de George Archainbaud
- 1936 : Héros d'un soir (Song and Dance Man) d'Allan Dwan
- 1936 : Everybody's Old Man (en) de James Flood
- 1936 : Le Premier Né (The First Baby) de Lewis Seiler
- 1936 : The Country Beyond d'Eugene Forde
- 1936 : High Tension (en) d'Allan Dwan
- 1936 : Thank You, Jeeves! d'Arthur Greville Collins
- 1936 : Laughing at Trouble de Frank R. Strayer
- 1936 : Sous le masque (Crack-Up) de Malcolm St. Clair
- 1937 : Off to the Races de Frank R. Strayer
- 1937 : Nancy Steele a disparu (Nancy Steele is Missing!) de George Marshall
- 1937 : Midnight Taxi (en) d'Eugene Forde
- 1937 : She Had to Eat de Malcolm St. Clair
- 1937 : Amour d'espionne (Lancer Spy) de Gregory Ratoff
- 1938 : Battle of Broadway de George Marshall
- 1938 : Sharpshooters de James Tinling
- 1939 : The Cisco Kid and the Lady (en) d'Herbert I. Leeds
- 1940 : Girls Under 21 de Max Nosseck
- 1940 : The Lone Wolf Keeps a Date de Sidney Salkow
- 1940 : The Phantom Submarine de Charles Barton